# Álvaro Bultó
Álvaro Bultó Sagnier (Barcelona, España, 11 de junio de 1962-Lauterbrunnen, Oberland Bernés, Suiza, 23 de agosto de 2013) fue un presentador de televisión, deportista de riesgo y paracaidista español.

## Biografía
Nacido en Barcelona el 11 de junio de 1962, era hijo de la aristócrata Inés Sagnier Muñoz y del empresario Francisco Javier Bultó Marqués (Paco Bultó), cofundador de la fábrica de motos Montesa, y de Bultaco; también era tío del piloto de motociclismo Sete Gibernau. Tenía nueve hermanos.
Aficionado desde niño a las motos y posteriormente a diversos deportes de riesgo, entre otros logros batió el récord del mundo en caída libre, escaló la pared más alta del ártico en Groenlandia, cruzó el estrecho de Gibraltar en dirección norte en caída libre (2005), fue el primer español en volar sobre el Polo Norte en traje de alas (2006) y fue uno de los primeros en saltar en paracaídas en la Antártida (2007). También participó en varias ediciones del Rally Dakar, en pruebas del Campeonato de España de Rally en 2003 y 2004 con un Fiat Punto HGT y en campeonatos de motocross, dirigió eventos deportivos y fue uno de los fundadores de Media Sports Marketin.

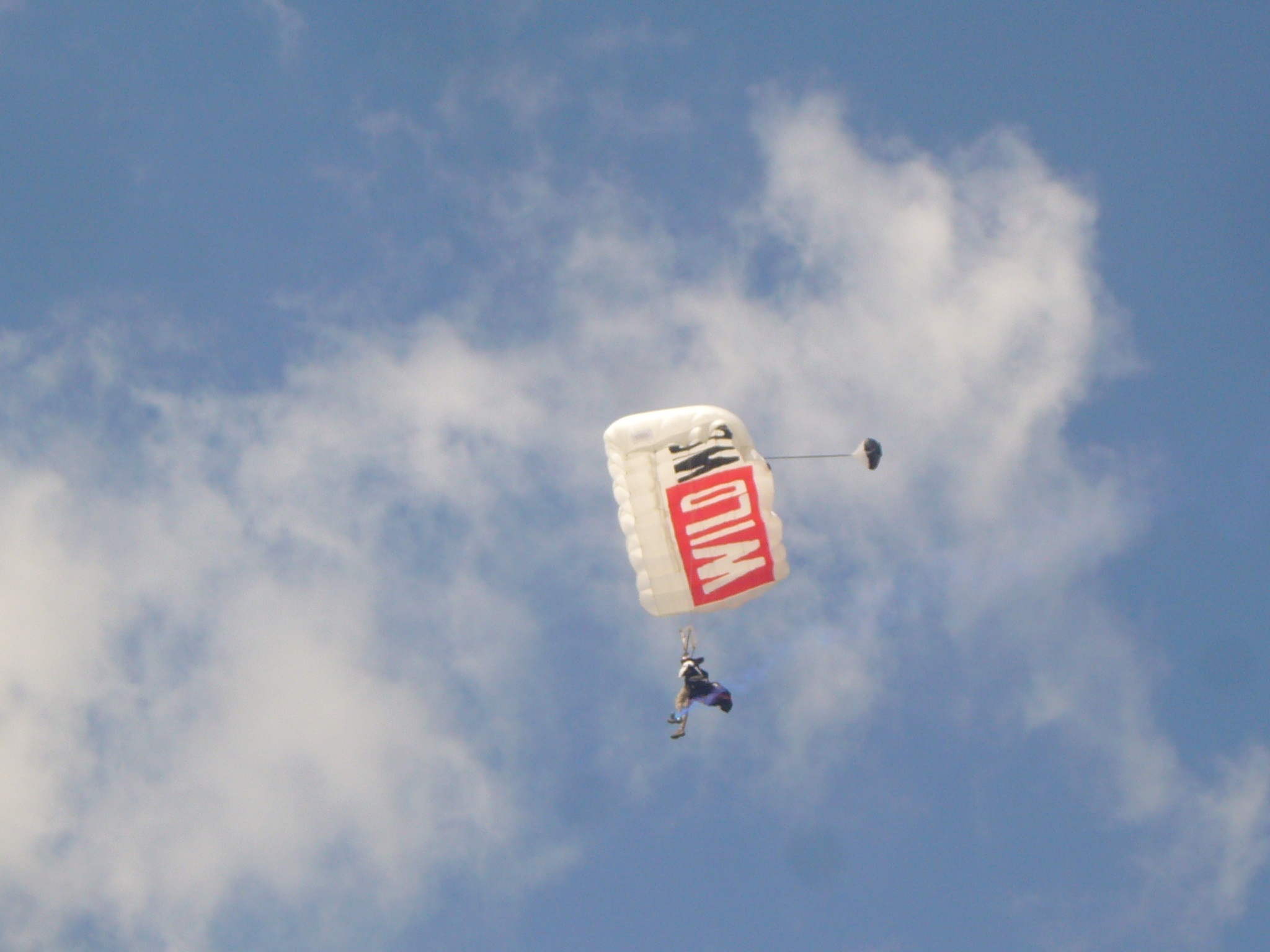
Álvaro Bultó, Aerosport 2013 en Igualada.

El 8 de junio de 2013 resultó herido leve en un accidente mientras practicaba el salto BASE, al saltar desde el Gran Hotel Bali de Benidorm, que pretendía sobrevolar. Un año antes había saltado desde otro rascacielos de la misma ciudad, el Intempo.
Falleció el 23 de agosto de 2013 mientras practicaba salto BASE con traje de alas (wingsuit) en Lauterbrunnen, Oberland Bernés, Alpes suizos. El motivo es desconocido, pero según su compañero de vuelo impactó con un saliente de la pared.
El 6 de junio de 2014, en un homenaje de saltos BASE a Álvaro en Segura de la Sierra (Jaén), falleció el cocinero Darío Barrio, amigo suyo, en parecidas circunstancias, al estrellarse contra el suelo.
Bultó también era conocido en el mundo del corazón por sus relaciones sentimentales que la prensa le atribuyó con famosas como Mónica Pont, la Infanta Cristina, Paloma Lago, Ivonne Reyes, Esther Cañadas (luego esposa de su sobrino Sete Gibernau) y Raquel Revuelta, entre otras.

## Programas de televisión
- 1994, Ushuaia: Frontera límite, de Televisión Española
- 2006-2007, El Club de Flo LaSexta
- 2007, ¡Mira quién baila! de Televisión Española
- 2013, Splash! Famosos al agua, de Antena 3
- 2012-2013, Así se hace, de Discovery MAX